# Thailändische Dame
Die Thailändische Dame, Thai-Dame oder Mak-hot (หมากฮอส) ist eine Variante des klassischen Damespiels, die vor allem in Thailand verbreitet ist. Wie das klassische Damespiel wird sie in der Regel auf einem Schachbrett mit 64 Feldern, 8×8, gespielt. Im Gegensatz zu dieser spielt man sie jedoch nur mit 8 Figuren pro Seite.

## Spielweise
|   | a | b | c | d | e | f | g | h |   |
| 8 |   |   |   |   |   |   |   |   | 8 |
| 7 |   |   |   |   |   |   |   |   | 7 |
| 6 |   |   |   |   |   |   |   |   | 6 |
| 5 |   |   |   |   |   |   |   |   | 5 |
| 4 |   |   |   |   |   |   |   |   | 4 |
| 3 |   |   |   |   |   |   |   |   | 3 |
| 2 |   |   |   |   |   |   |   |   | 2 |
| 1 |   |   |   |   |   |   |   |   | 1 |
|   | a | b | c | d | e | f | g | h |   |

Wie beim klassischen Damespiel handelt es sich bei der Thailändischen Dame um ein Brettspiel für zwei Spieler, die sich am Spielbrett gegenübersitzen. Dabei spielt ein Spieler die weißen und der andere die schwarzen Spielsteine und die beiden Spieler machen abwechselnd jeweils einen Zug. In der Startaufstellung werden die jeweils 8 Spielsteine auf den Schwarzen Feldern der jeweils ersten bis dritten Reihe beider Spielbrettseiten aufgebaut.
Die Farben werden ausgelost oder gewählt, der schwarze Spieler beginnt das Spiel. Beide Spieler ziehen nun abwechselnd jeweils einen Spielstein, wobei die Steine diagonal vorwärts auf den schwarzen Feldern bewegt werden dürfen. Wenn ein Spieler die Grundlinie der gegenüberliegenden Seite erreicht, wird sein Stein zu einer Dame. Diese darf beliebig viele Felder in jede diagonale Richtung ziehen, auch rückwärts.
Wie bei der klassischen Dame kann ein Spielstein geschlagen werden, wenn ein benachbarter Stein über ihn auf ein dahinter liegendes freies Feld springen kann. Bei der Thailändischen Dame darf dabei nur vorwärtsgeschlagen werden und es herrscht Schlagzwang, ein Stein muss also geschlagen werden, wenn dies möglich ist. Ist aus der neuen Position ein weiterer Schlagzug möglich, wird dieser ebenfalls ausgeführt. Die Dame kann beliebige weit entfernt liegende einzeln stehende Steine des Gegners schlagen, wenn jeweils dahinter ein freies Feld existiert. Ihr Zug endet auf diesem freien Feld und sie kann ebenfalls nacheinander mehrere Steine schlagen. Alle geschlagenen Steine werden direkt vom Spielfeld entfernt, wodurch sich neue Schlagmöglichkeiten ergeben können.
Wie beim klassischen Damespiel gewinnt der Spieler, dem es gelingt, möglichst alle Steine des Gegners zu schlagen oder unbeweglich zu machen. Zudem ist es möglich, das Spiel zu gewinnen, wenn der Gegner nur noch einen einzigen verbliebenen Stein hat.

## Belege
1. 1 2  Thai checkers, Regeln auf mindsports.nl; abgerufen am 3. Februar 2020
2. 1 2 3 4  Thai Checkers in der Spieledatenbank BoardGameGeek (englisch); abgerufen am 3. Februar 2020